# Prix Urgent
Prix Urgent är ett montélopp för treåriga hingstar och ston som äger rum i november på Hippodrome de Vincennes i Paris i Frankrike. Det är ett Grupp 2-lopp, man måste minst ha sprungit in 15 000 euro för att få starta. Den samlade prissumman 80 000 euro, varav 36 000 euro i förstapris.

## Vinnare
| År   | Häst               | Far               | Kusk                     | Tränare                 | Tid/km |
| ---- | ------------------ | ----------------- | ------------------------ | ----------------------- | ------ |
| 2024 | Lionheart          | Falcao de Laurma  | Éric Raffin              | Nicolas Bazire          | 1'14"9 |
| 2023 | Kyrielle des Vaux  | Rolling d'Héripré | Guillaume Lenain         | Charley Mottier         | 1'13"9 |
| 2022 | Jessy de Banville  | Boccador de Simm  | Florian Desmigneux       | Christophe Clin         | 1'14"0 |
| 2021 | Inshore            | Real de Lou       | Alexandre Abrivard       | Laurent-Claude Abrivard | 1'15"5 |
| 2020 | Hallix             | Roc Meslois       | Alexandre Abrivard       | Laurent-Claude Abrivard | 1'11"4 |
| 2019 | Grace de Fael      | Sam Bourbon       | Éric Raffin              | Guillaume Gillot        | 1'15"0 |
| 2018 | Full of Charm      | Texas Charm       | Éric Raffin              | Julien Dubois           | 1'16"1 |
| 2017 | Elladora de Forgan | Gazouillis        | Franck Nivard            | Franck Leblanc          | 1'15"1 |
| 2016 | Daida de Vandel    | Real de Lou       | Alexandre Abrivard       | Laurent-Claude Abrivard | 1'16"5 |
| 2015 | Cassandre d'Em     | Kesaco Phedo      | Jean Loic Claude Dersoir | Jean Pierre Allix       | 1'14"4 |
| 2014 | Blanche Mencourt   | Ready Cash        | Yoann Lebourgeois        | Philippe Allaire        | 1'16"0 |